# تحت سماء المدينة (فلم)
تحت سماء المدينة فيلم عربي من بطولة الفنان كمال الشناوي والفنانة ايمان. انتج الفيلم عام 1961 بالأبيض والأسود. ويعتبر من كلاسيكيات السينما المصرية، ويتناول قصة فتاة تهرب من البيت لتصرع الحياة في المجتمع المصري.

## الممثلون
- نادية الجندي
- سامية رشدي
- أحمد لوكسر
- فيفي سعيد
- عبد العليم خطاب
- مجدي فريد
- عبد العظيم عبد الحق
- نجوى فؤاد
- جواهر
- محمد عبد المطلب
- علي الزفتاوي
- فتحية شاهين
- عبد المنعم بسيوني
- إيمان
- كمال الشناوي
- حسين رياض
- زوزو شكيب
- شيرين
- لطفي عبد الحميد
- أميرة أمير

## روابط خارجية
- مقالات تستعمل روابط فنية بلا صلة مع ويكي بيانات